# Lachnocladium subarticulatum
Lachnocladium subarticulatum är en svampart som beskrevs av Henn. 1900. Lachnocladium subarticulatum ingår i släktet Lachnocladium och familjen Lachnocladiaceae.   Inga underarter finns listade i Catalogue of Life.